# Classe Aigle
La classe Aigle era una classe di cacciatorpediniere francesi, impostate tra il 1928 e il 1929, che entrarono in servizio tra il 1931 ed il 1932. Costituivano la risposta alla classe Navigatori italiana. Molto simili alle precedenti classe Guépard, si differenziavano per il gruppo macchine che consentiva una velocità superiore di 0,5 nodi e per cannoni da 138 mm di nuovo modello, con cadenza di fuoco superiore. In particolare derivava da un 149mm tedesco navale, di preda bellica.
Vennero costruite sei unità, tutte dal nome di rapaci, che trovarono impiego durante la seconda guerra mondiale. Vennero poi affiancate dalle unità della successiva classe Vauquelin, che si differenziavano per la sola adozione di un tubo lanciasiluri aggiuntivo.

## Unità
- Aigle: costruita da At & Ch de France Dunkerque, completata 10 ottobre 1932
- Vautour: costruita da F & Ch de la Méditerranée, Le Havre, completata 2 maggio 1932
- Albatros: costruita da At & Ch de la Loire, Nantes, completata 25 dicembre 1931
- Gerfaut: costruita da At & Ch de Bretagne, Nantes, completata 30 gennaio 1932
- Milan: costruita da Arsenal de Lorient, completata 20 aprile 1934
- Épervier : bcostruita da Arsenal de Lorient, completata 1º aprile 1934